# Rhasidat Adeleke
Rhasidat Adeleke (Dublino, 29 agosto 2002) è una velocista irlandese, campionessa europea nella staffetta 4x400 m mista a Roma 2024 e campionessa europea U20 dei 100 metri piani e dei 200 metri piani ai campionati di Tallinn 2021.

## Biografia
Si è laureata campionessa continentale agli europei di Roma 2024, vincendo la medaglia d'oro nella staffetta 4×400 metri mista, con Christopher O'Donnell, Thomas Barr e Sharlene Mawdsley. Nell'occasione la squadra ha anche realizzato il primato nazionale della specialità, grazie al tempo di 3'09"92. Nella stessa rassegna è salita anche sul secondo gradino più alto del podio nei 400 metri piani, alle spalle della polacca Natalia Kaczmarek, e nella staffetta 4x400 metri femminile.

## Record nazionali
- 60 metri piani: 7"17 ( Birmingham, 11 marzo 2022)
- 100 metri piani: 11"13 ( Dublino, 30 giugno 2024)
- 200 metri piani: 22"34 ( Gainesville, 14 aprile 2023)
- 200 metri piani indoor: 22"52 ( Albuquerque, 21 gennaio 2023)
- 300 metri piani indoor: 36"42 ( New York, 11 febbraio 2024)
- 400 metri piani: 49"07 ( Roma, 10 giugno 2024)
- 400 metri piani indoor: 50"33 ( Lubbock, 25 febbraio 2023)
- Staffetta 4×400 m: 3'19"90 ( Parigi, 10 agosto 2024) (Sophie Becker, Phil Healy, Rhasidat Adeleke, Sharlene Mawdsley)
- Staffetta 4×400 m mista: 3'09"92 ( Roma, 7 giugno 2024) (Christopher O'Donnell, Rhasidat Adeleke, Thomas Barr, Sharlene Mawdsley)

## Palmarès
| Anno | Manifestazione  | Sede      | Evento        | Risultato  | Prestazione | Note                                                                            |
| ---- | --------------- | --------- | ------------- | ---------- | ----------- | ------------------------------------------------------------------------------- |
| 2018 | Europei U18     | Győr      | 200 m piani   | Oro        | 23"52       | Miglior prestazione europea stagionale under 18 · Miglior prestazione personale |
| 2021 | Europei U20     | Tallinn   | 100 m piani   | Oro        | 11"34       |                                                                                 |
| 2021 | Europei U20     | Tallinn   | 200 m piani   | Oro        | 22"90       | Miglior prestazione europea stagionale under 20 · Record nazionale              |
| 2022 | Mondiali        | Eugene    | 400 m piani   | Semifinale | 50"81       |                                                                                 |
| 2022 | Mondiali        | Eugene    | 4×400 m mista | 8ª         | 3'16"86     | [ 2 ]                                                                           |
| 2022 | Europei         | Monaco    | 400 m piani   | 5ª         | 50"53       | Record nazionale                                                                |
| 2022 | Europei         | Monaco    | 4×400 m       | 6ª         | 3'26"63     | [ 3 ]                                                                           |
| 2023 | Mondiali        | Budapest  | 400 m piani   | 4ª         | 50"13       |                                                                                 |
| 2024 | World Relays    | Nassau    | 4×400 m       | 7ª         | 3'30"95     |                                                                                 |
| 2024 | World Relays    | Nassau    | 4×400 m mista | Bronzo     | 3'11"53     | Record nazionale                                                                |
| 2024 | Europei         | Roma      | 400 m piani   | Argento    | 49"07       | Record nazionale · Miglior prestazione europea stagionale under 23              |
| 2024 | Europei         | Roma      | 4×400 m       | Argento    | 3'22"71     | Record nazionale                                                                |
| 2024 | Europei         | Roma      | 4×400 m mista | Oro        | 3'09"92     | Record dei campionati · Record nazionale                                        |
| 2024 | Giochi olimpici | Parigi    | 400 m piani   | 4ª         | 49"28       |                                                                                 |
| 2024 | Giochi olimpici | Parigi    | 4×400 m       | 4ª         | 3'19"90     | Record nazionale                                                                |
| 2025 | World Relays    | Guangzhou | 4x400 m mista | 8ª         | 3'19"64     |                                                                                 |